# Крестов, Сергей Владимирович
Сергей Владимирович Крестов (6 октября 1972, Москва — 23 сентября 2002, Москва) — советский и российский футболист и игрок в мини-футбол, выступавший на позиции нападающего. Сыграл 3 матча в высшей лиге России.

## Биография
Воспитанник футбольной школы московского «Спартака». Играл за юношескую сборную СССР. С 1990 года выступал за дубль красно-белых в советском первенстве дублирующих составов, а с 1992 года — во второй лиге России.
В 1994 году перешёл в московское «Торпедо». Дебютный матч в высшей лиге сыграл 17 апреля 1994 года против владикавказского «Спартака», выйдя на замену на 73-й минуте вместо Олега Корнаухова. Всего в высшей лиге сыграл три матча.
После ухода из «Торпедо» выступал в низших дивизионах за бронницкий «Фабус» и «Мосэнерго». В составе «Мосэнерго» сыграл более 200 матчей на профессиональном уровне. Также в 1993—1996 годах играл за мини-футбольный «Спартак».
Погиб в ДТП 23 сентября 2002 года в Москве, был сбит автомобилем. Похоронен на Троекуровском кладбище.